# Tricyphona (Tricyphona) auripennis auripennis
Tricyphona (Tricyphona) auripennis auripennis is een ondersoort van de tweevleugelige Tricyphona (Tricyphona) auripennis uit de familie Pediciidae. De ondersoort komt voor in het Nearctisch gebied.